# Notholepthyphantes
Notholepthyphantes is een geslacht van spinnen uit de familie hangmatspinnen (Linyphiidae).

## Soorten
De volgende soorten zijn bij het geslacht ingedeeld:
- Notholepthyphantes australis (Tullgren, 1901)
- Notholepthyphantes erythrocerus (Simon, 1902)